# Аношина, Александра Васильевна
Александра Васильевна Аношина (20 декабря 1931, Колесовка, Средневолжский край — 26 февраля 2018) — прессовщица кирпичного завода Волгоградского комбината силикатных строительных материалов Министерства промышленности строительных материалов РСФСР, Герой Социалистического Труда (1971).

## Биография
Родилась в селе Колесовка (с 1959 года — в составе посёлка Башмаково Пензенской области).
Образование — семилетняя школа.
С 1954 года работала на Волгоградском комбинате силикатных строительных материалов: съёмщица, старшая прессовщица, с 1965 года — прессовщица пресс-автомата.
В 1963 году начала осваивать работу на двух пресс-автоматах одновременно, доведя сменную выработку до 2 норм.
Ее инициатива была одобрена и широко распространена на других родственных предприятиях. В 1969 году награждена бронзовой медалью ВДНХ.
По примеру Гагановой трижды переходила в отстающие бригады, и выводила их в число передовых.
Указом Президиума Верховного Совета СССР от 7 мая 1971 года за выдающиеся производственные показатели, достигнутые в выполнении восьмой пятилетки, присвоено звание Героя Социалистического Труда.
Лауреат Государственной премии СССР (1976).
Награждена орденом Ленина (07.05.1971), 2 орденами Трудового Красного Знамени (28.07.1966, 28.02.1974), медалями.
С декабря 1986 года на пенсии.
Живет в Волгограде.